# Bourbon County (Kansas)
Bourbon County je okres ve státě Kansas v USA. K roku 2010 zde žilo 15 173 obyvatel. Správním městem okresu je Fort Scott. Celková rozloha okresu činí 1 655 km². Na východě sousedí se státem Missouri.

## Sousední okresy
| Růžice kompasu | Anderson County | Linn County             | Vernon County (MO) | Růžice kompasu |
| Růžice kompasu | Allen County    | Sever                   | Vernon County (MO) | Růžice kompasu |
| Růžice kompasu | Allen County    | Bourbon County (Kansas) | Vernon County (MO) | Růžice kompasu |
| Růžice kompasu | Allen County    | Jih                     | Vernon County (MO) | Růžice kompasu |
| Růžice kompasu | Neosho County   | Crawford County         | Vernon County (MO) | Růžice kompasu |